# Sutherlandia
Sutherlandia är ett släkte inom familjen ärtväxter. Det innefattar fem arter i södra Afrika, varav tre i Kapprovinsen. Arten Sutherlandia frutescens har påvisats ha vissa egenskaper som kan hjälpa till att bromsa HIV/AIDS.
Det har föreslagits att släktet bör infogas i Lessertia, ett släkte som innefattar cirka 60 arter, varav 50 i södra Afrika.